# Universitat Islàmica de Gaza
La Universitat Islàmica de Gaza (àrab: الجامعة الإسلامية بغزة, al-Jāmiʿa al-Islāmiyya bi-Ḡaza; anglès: Islamic University of Gaza, IUG) és una universitat independent palestina fundada el 1978 a la ciutat de Gaza.

## Descripció
La universitat té onze facultats capaces d'atorgar BA, BSc, MA, MSc, MD, PhD, diplomes i diplomes superiors, a més de vint centres i instituts de recerca i l'Hospital d'Amistat Turco-Palestina, afiliat a la universitat.

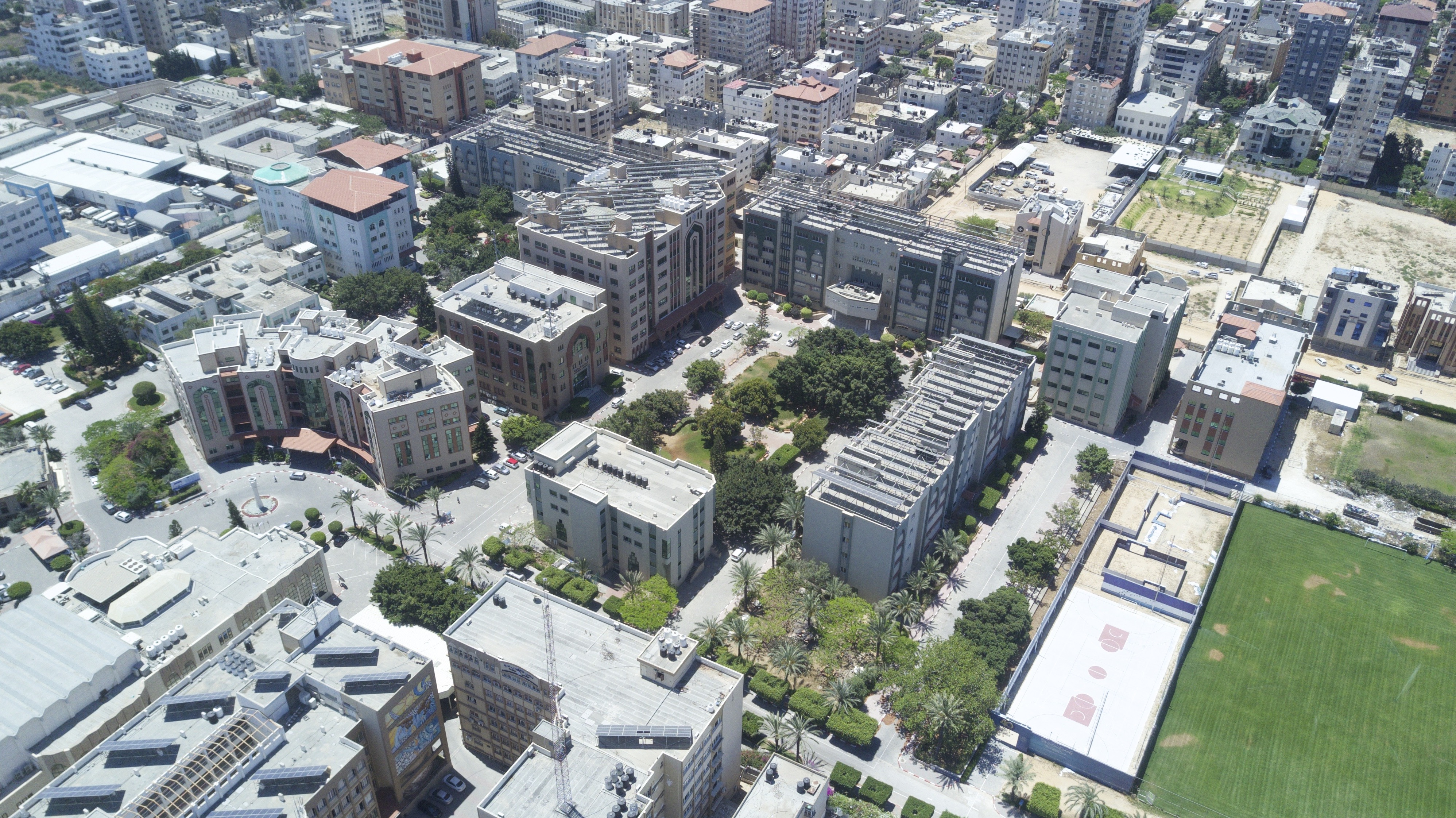
El campus principal de la ciutat de Gaza

La Universitat Islàmica de Gaza és membre de dotze associacions i xarxes regionals i internacionals d'educació superior, inclosa l'Associació Internacional d'Universitats (IAU), la Unió d'Universitats de la Mediterrània (UNIMED), l'Associació d'Universitats Àrabs. (AAU), la Federació d'Universitats del Món Islàmic (FUIW), la Black Sea and Eastern Mediterranean Academic Network (BSEMAN) i la Global University Network for Innovation-GUNi.

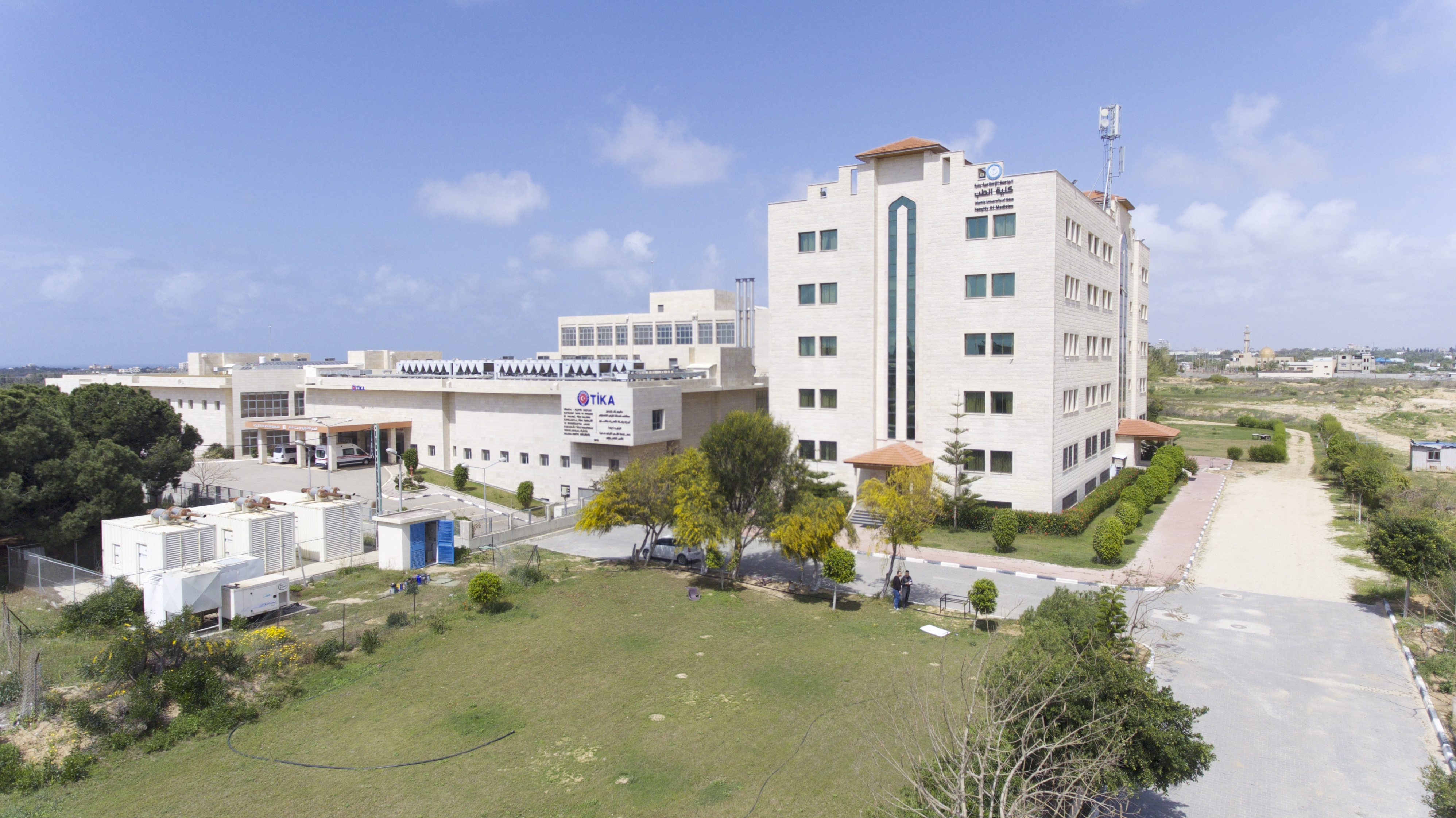
Facultat de Medicina i Hospital d'Amistat Turco-Palestí.

La universitat es considera una gran universitat (interval d'inscripció 15.000-19.999 estudiants). El campus principal es troba a la ciutat de Gaza, amb sucursals a Khan Yunis, al sud de la Franja de Gaza, i a Al Zahra, al centre de la Franja de Gaza. La superfície total dels tres campus és de 325.817 m². El campus d'Al Zahra és la seu de la Facultat de Medicina i l'Hospital d'Amistat Turco-Palestina.

## Història
La universitat islàmica va ser fundada pels Germans Musulmans el 1978. Al principi, només proporcionava aprenentatge sobre la xaria i l'Alcorà. Després, poc a poc, l'ensenyament va anar esdevenint multidisciplinari1. L'any 1987, durant la Primera intifada, les autoritats israelianes van tancar la universitat, que va continuar funcionant de manera clandestina.
L'any 2006, la universitat acollia prop de 17.000 estudiants.
La majoria de dirigents de Hamàs hi han estudiat o ensenyat, i els serveis d'intel·ligència israelians l'han considerat un focus d'islamisme radical i de resistència.
La universitat també és un reflex de la islamització dels habitants de la Franja de Gaza. Cal un vestit islàmic correcte per assistir a les classesː abaia i vel tradicionals per a les noies, roba discreta i barba recomanada per als nois. Homes i dones estan separats per parets metàl·liques, que passen entre els edificis. Totes les classes s'imparteixen per duplicat, per garantir una separació total.
La Universitat Islàmica va patir danys en atacs aeris durant la guerra de Gaza de 2008–2009, el conflicte Israel–Gaza de 2014 i la guerra Israel–Gaza de 2023.

## 2023 Guerra Israel-Hamas
L'11 d'octubre de 2023, la Força Aèria Israeliana va bombardejar la universitat amb avions de caça. L'exèrcit israelià va justificar la destrucció de la universitat amb el pretext que Hamàs «l'havia transformada en un camp d'entrenament per als enginyers del moviment, així com per al desenvolupament d'armes i intel·ligència militar.»
El 2 de desembre de 2023, el rector de la universitat, Sofyan Taya, va ser assassinat amb la seva família en un bombardeig israelià a l'oest del camp de refugiats de Jabalia.

## Ajut internacional
La universitat es va desenvolupar gràcies a l'ajuda internacional, principalment del món àrab-musulmà, però també de països europeus i dels Estats Units. L'any 2006, l'empresa nord-americana Intel va invertir un milió de dòlars en educació informàtica.
Entre el 2014 i el 2021, la Comissió Europea va finançar la universitat amb 1.756.003 euros en el marc de diversos programes de cooperació internacional.